# Стихии (философия)

«Квадрат противоположностей» — графическое отображение взаимосвязи между элементами

Стихи́и или элеме́нты (лат. elementa «первовещество»; от др.-греч. στοίχος (сто́йхос) «члены ряда», то есть первоначально «буквы алфавита») в античной и средневековой натурфилософии — четыре первоначальных вещества (огонь, земля, воздух и вода), к которым также добавлялся «пятый элемент». Понятие впервые в традиционном смысле было употреблено Платоном, который считал стихии правильными многогранниками, Аристотель развил идею до универсального философского понятия. В Средневековье учение о первоэлементах было одной из теоретических основ алхимии и астрологии.
В древнекитайской философии существует аналогичное учение — У-син, в котором называется пять элементов или стихий; огонь, вода, дерево, металл, земля.

## Учение о стихиях вантичное время
Теорию четырёх стихий первым начал разрабатывать Эмпедокл, который считал, что элементы материальны и наделены свойствами филии (любви) и фобии (вражды); эти две противоположности, присущие всем телам, и приводят материю в движение. Позднее концепция четырёх стихий развивалась такими выдающимися философами как Платон и Аристотель.
По Платону, элементы, являющиеся различными проявлениями первичной материи, способны к взаимопревращениям. Платон привлекал геометрию многогранников для объяснения таких свойств материи как твёрдость, плавкость, воздухообразность, огнеобразность. При этом земле ставился в соответствие куб, воде — икосаэдр, воздуху — октаэдр, огню — тетраэдр. Пятому возможному правильному многограннику — додекаэдру, по мнению Платона, соответствовал пятый элемент, который использовал Логос, чтобы создать небесные тела.

Согласно Аристотелю, каждый элемент представляет собой одно из состояний единой первоматерии — определённое сочетание основных качеств — тепла, холода, влажности и сухости:
- тепло + сухость = Огонь.
- тепло + влажность = Воздух.
- холод + влажность = Вода.
- холод + сухость = Земля.

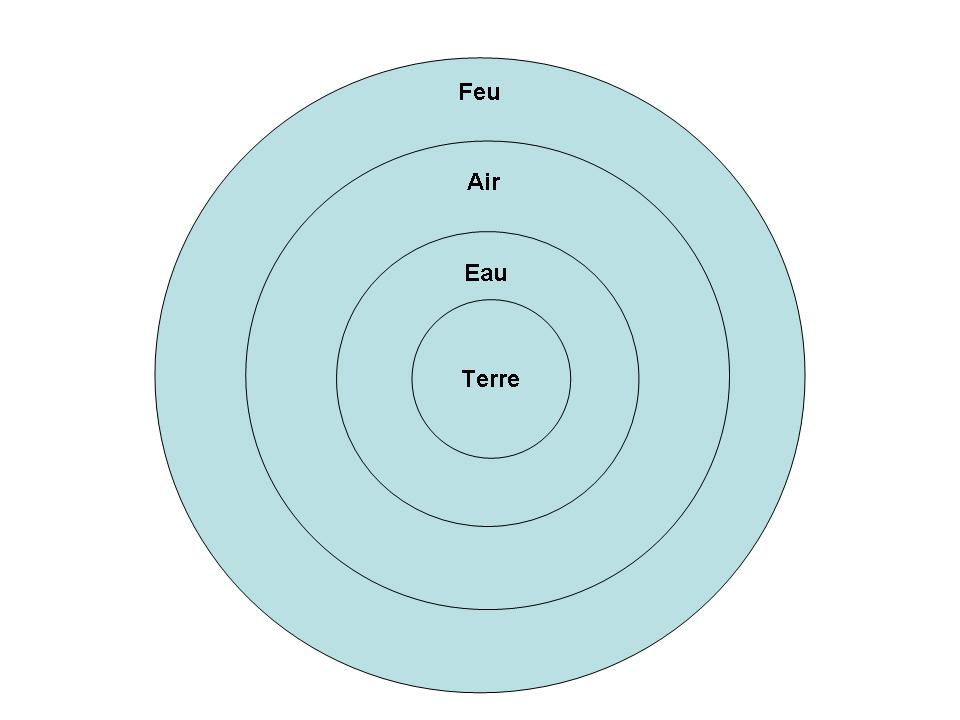
4 элемента: вокруг Земли (Terre) — Вода (Eau), Воздух (Air), Огонь (Feu)

В натурфилософии Аристотеля также предполагалось существование пятого элемента (квинтэссенции, лат. quinta essentia) — эфира или начала движения. Геоцентрическая космология Аристотеля включала предположение, что вокруг центра Вселенной (центра Земли) расположены последовательно сферы четырёх элементов в порядке уменьшения их тяжести — земли, воды, воздуха и огня; выше их расположены небесные сферы.

### Духи стихий
В связанном с алхимией оккультизме считалось, что у каждой стихии есть свои «духи стихий», элементали: духи воды — ундины, духи огня — саламандры, воздуха — сильфы, земли — гномы. Эту систематику впервые описал Парацельс. В Апокалипсисе упоминаются «Ангел, имеющий власть над огнем» (14:18) и «Ангел вод» (16:5).
Впоследствии и в современном фэнтези, и в играх эта идея развилась, так что в каждой мифологии или игре, к каждому биому или стихии причисляются соответствующие фантастические существа. Особенно такая систематика развита в ролевых играх — компьютерных, настольных и коллекционных карточных. Также эта систематика прослеживается в стихиях карт Таро и в мастях произошедших от них игральных карт.

## «Стихия» в современной науке
Термин «элемент» или «стихия» в настоящее время сохранился в словосочетании «химический элемент», а также в виде прилагательного в термине «элементарная частица». С элементами-стихиями непосредственно связано понятие стихийное бедствие. Элемент — это первооснова, частица, составляющая нашего мира. Термин «элемент» также присутствует в психологии и тесно переплетается с понятием темперамент.

## Стихии в философии индуизма

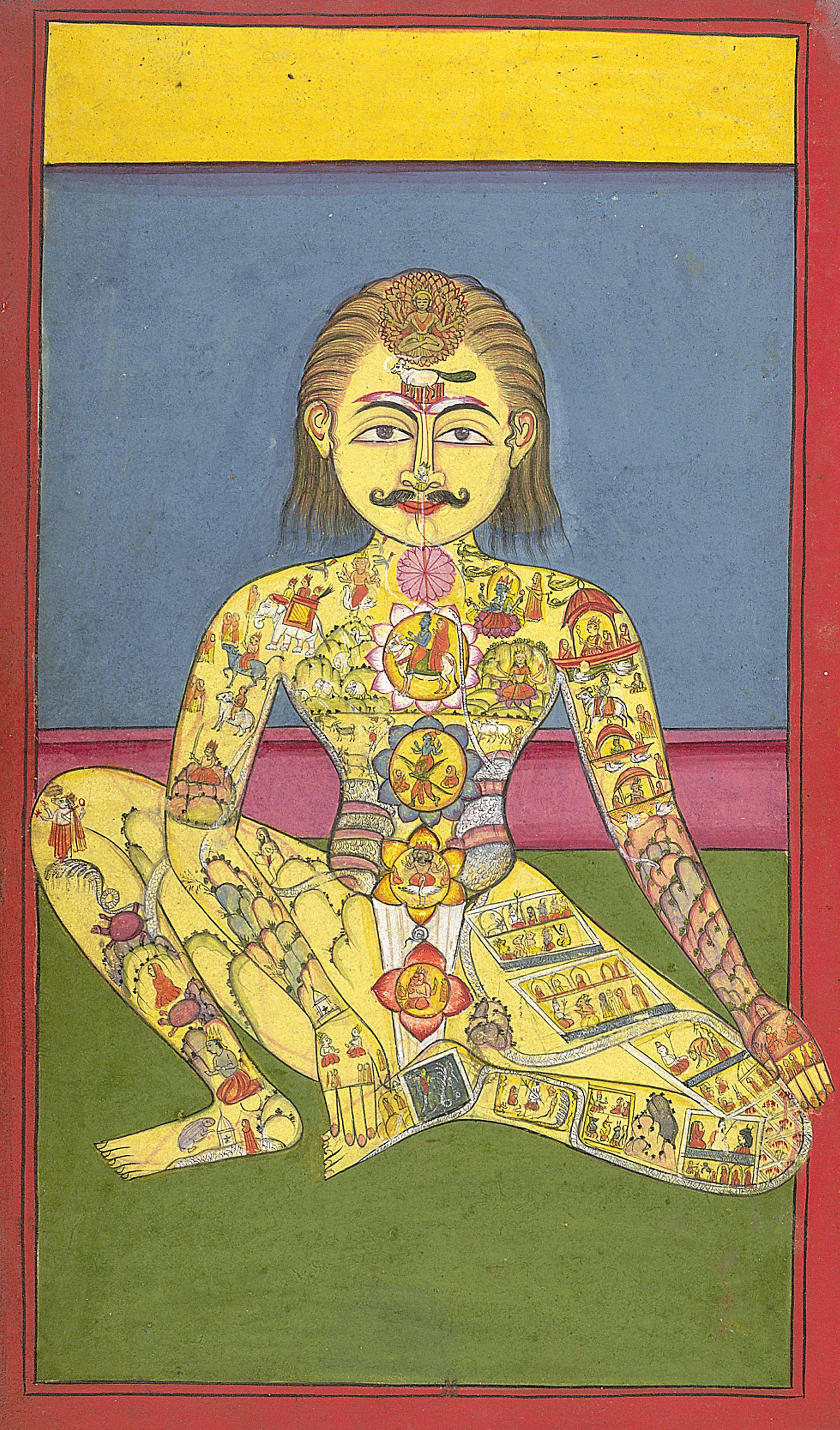
Изображение чакр на теле человека

Согласно философии индуизма, окружающий нас материальный мир является иллюзией. Эта иллюзия возникает изнутри человека, проецируясь из его чакр, нижние пять из которых являются вместилищами первоэлементов (стихий), в индуизме их называют таттвами:
1. Муладхара-чакра — содержит метаэлемент Земли, который соответствует твёрдому агрегатному состоянию вещества. Она проецирует вокруг человека ту часть материального мира, которую он может почувствовать через своё осязание.
2. Свадхистана-чакра — содержит метаэлемент Воды, который соответствует жидкому агрегатному состоянию вещества.
3. Манипура-чакра — содержит метаэлемент Огня, который соответствует плазменному агрегатному состоянию вещества.
4. Анахата-чакра — содержит метаэлемент Воздуха, который соответствует газообразному агрегатному состоянию вещества.
5. Вишудха-чакра — содержит метаэлемент Эфира, который соответствует волновому и звуковому агрегатному состоянию вещества. При этом эфир описывают как мистическое пространство, не имеющее ни объёма, ни времени. Её можно ощутить через свой внутренний слух (имеются в виду «тонкие звуки», которые улавливаются в результате специальных тренировок).

## Алхимия
Система элементов, используемая в средневековой алхимии, была разработана в основном анонимными авторами арабских работ, приписываемых Джабиру ибн Хайяну (умер около 806—816). Эта система состояла из четырёх классических элементов воздуха, земли, огня и воды, в дополнение к новой теории, называемой ртутно-серной теорией металлов, которая основывалась на двух элементах: сере, характеризующей «принцип горючести» и ртуть, характеризующей «принцип металличности». Они рассматривались ранними алхимиками как идеализированные выражения непреодолимых компонентов Вселенной.

## У-Син

Пентаграмма У-Син

У-син (Пять элементов; пять стихий; пять действий; кит. 五行, пиньинь wŭ xíng) — одна из основных категорий китайской философии; пятичленная структура, определяющая основные параметры мироздания. Помимо философии, широко используется в традиционной китайской медицине, гадательной практике, боевых искусствах, нумерологии.
Включает в себя пять классов (Дерево, Огонь, Земля, Металл, Вода), характеризующих состояние и взаимосвязь всех существующих предметов и явлений. Один из вариантов последовательности стихий определён в каноне «Шу цзин», главе «Хун фань».